# Megachile rufolobata
Megachile rufolobata är en biart som beskrevs av Cockerell 1913. Megachile rufolobata ingår i släktet tapetserarbin, och familjen buksamlarbin. Inga underarter finns listade i Catalogue of Life.